# Mikhael V
Mikhael V (Hy Lạp: Μιχαήλ Ε΄, Mikhaēl V; 1015 – 24 tháng 8, 1042) là Hoàng đế Đông La Mã tại vị trong vòng bốn tháng vào năm 1041–1042, cháu và người thừa kế của Mikhael IV và là con nuôi của Hoàng hậu Zoë. Ông được nhân dân gọi là "Thợ Xảm Tàu" (Καλαφάτης, Kalaphates) phù hợp với nghề nghiệp ban đầu của cha mình.
Mikhael V là con trai của Stephenos với Maria, một người em gái của Hoàng đế Mikhael IV. Cha ông từng là một thợ xảm tàu thuyền trước khi trở thành một đô đốc dưới thời Mikhael IV và làm hỏng chuyến viễn chinh đến đảo Sicilia. Dù hoàng đế ưa thích mấy người cháu khác, vị hoàng đế tương lai Mikhael V lại được một người chú khác tên là Johannes chức Orphanotrophos (do giữ chức vụ này nên gắn liền với tên gọi) và hoàng hậu Zoë đưa lên làm người thừa kế ngai vàng. Một thời gian ngắn trước khi qua đời, Mikhael IV đã ban cho Mikhael V danh hiệu Kaisar (Caesar), và cùng với Zoë, công khai nhận đứa cháu trai của mình làm con nuôi. Ngày 10 tháng 12 năm 1041, Mikhael V chính thức lên nối ngôi.
Vì muốn quyết tâm cai trị theo ý mình mà Mikhael V nảy sinh xung đột với Johannes Orphanotrophos đến mức hoàng đế gần như ngay lập tức trục xuất ông chú ngang ngược này đến một tu viện xa xôi hẻo lánh. Rồi làm đảo lộn hết các quyết định của chú mình bằng cách triệu hồi những quý tộc và triều thần đã bị lưu đày trong các triều đại trước đó, gồm cả vị Thượng phụ tương lai Mikhael Keroularios và tướng Georgios Maniakes. Maniakes đã kịp thời được gửi trở lại miền Nam nước Ý để chặn đứng đà tiến công của người Norman.
Vào đêm ngày 18 tháng 4 đến ngày 19 tháng 4 năm 1042, Mikhael V đã cho đày người mẹ nuôi và đồng trị vì Zoë, để rồi trở thành vị hoàng đế duy nhất nắm trọn quyền hành trong tay. Việc công bố sự kiện này vào buổi sáng đã dẫn đến một cuộc nổi loạn của dân chúng ở kinh thành Constantinopolis; cung điện bị một đám đông vây quanh kêu gọi phục hồi địa vị của Zoë ngay lập tức. Lời đề nghị này được đáp ứng, và Zoë quay trở lại trong vai trò đồng trị vì với người em gái Theodora. Ngày 20 tháng 4 năm 1042, Theodora tuyên bố hoàng đế bị phế truất, và ông đã chạy sang tìm kiếm nơi chốn an toàn trong tu viện Stoudios cùng với ông chú còn lại của mình. Dù Mikhael đã tuyên thệ khoác áo thầy tu rồi thế mà vẫn bị triều đình bắt giam, chọc mù mắt và xử cung hình. Ít lâu sau ông từ trần vào ngày 24 tháng 8 năm 1042.